# Euophrys cochlea
Euophrys cochlea Wesolowska, Azarkina & Russell-Smith, 2014 è un ragno appartenente alla famiglia Salticidae.

## Etimologia
Il nome proprio deriva dal sostantivo latino cochlea, che significa vite, elicoidale, in riferimento alla forma dell'embolo, simile ad un cavatappi, che si trova sui pedipalpi.

## Caratteristiche
L'olotipo maschile ha un cefalotorace lungo 1,9-2,2mm, largo 1,4-1,6mm e spesso 1,0-1,1mm.
Il paratipo femminile ha un cefalotorace lungo 1,7-2,4mm, largo 1,4-1,7mm e spesso 0,9-1,0mm.
Il maschio si distingue per avere una forma singolare dell'embolo, che è più piccolo delle altre specie e simile a un cavatappi. La femmina è molto difficile da riconoscere; i suoi dotti seminali sono estremamente corti e senza pieghe, e il setto mediano è più largo che nelle altre specie africane di Euophrys..

## Distribuzione
La specie è stata reperita in Sudafrica, nella Provincia del Capo Occidentale. Di seguito alcuni rinvenimenti:
1. l'olotipo maschile è stato rinvenuto a nord della città di Knysna, nella riserva naturale Lily Vlei, nella Gouna State Forest, in ambiente di foresta umida, da J.H. Coen, nel febbraio 1984[1].
2. un paratipo femminile reperito nella Diepwalle Forest, in ambiente di foresta afromontana, da J.A. Neethling & C. Luwes il 20 dicembre 2011[1].

## Tassonomia
Al 2022 non sono note sottospecie e dal 2018 non sono stati esaminati nuovi esemplari.